# عمر عبد العزيز (لاعب كرة قدم)
عمر عبد العزيز لاعب كرة قدم سعودي ويلعب في مركز الوسط و يلعب حالياً مع نادي الكوكب .
لعب سابقاً في نادي الفيصلي .

## روابط خارجية
- عمر عبدالعزيز على موقع قاعدة بيانات كرة القدم.إي يو (الإنجليزية)
- عمر عبدالعزيز على موقع Soccerway.com (الإنجليزية)
- عمر عبدالعزيز على موقع كووورة